# Gnathopraxithea
Gnathopraxithea is een kevergeslacht uit de familie van de boktorren (Cerambycidae). De wetenschappelijke naam van het geslacht werd voor het eerst geldig gepubliceerd in 1986 door Campos-Seabra & Tavakilian.

## Soorten
Gnathopraxithea is monotypisch en omvat slechts de volgende soort:
- Gnathopraxithea sarryi Campos-Seabra & Tavakilian, 1986